# Fejes Lemezmotor és Gépgyár
Fejes war ein ungarischer Hersteller von Automobilen.

## Unternehmensgeschichte
Jenő Fejes hatte bei MAG gearbeitet. 1922 gründete er in Budapest das Unternehmen Fejes Lemezmotor és Gépgyár zur Produktion von Automobilen. 1929 wurde die Produktion eingestellt.

## Fahrzeuge
Das einzige Modell war mit einem Vierzylindermotor mit 1244 cm³ Hubraum und einer viersitzigen Karosserie ausgestattet.